# Taxe sur les produits de vapotage
Lire en ligne

Lire sur Légifrance

La taxe sur les déclarations et notifications du produit du vapotage ou taxe sur les produits de vapotage est une taxe affectée française créée en 2016 et supprimée au 1er janvier 2020.

## Historique
La taxe est créée par l'article 1 de l'ordonnance n° 2016-623 du 19 mai 2016 transposant la directive 2014/40/UE sur la fabrication, la présentation et la vente des produits du tabac et des produits connexes. Elle est codifiée à l'article L3513-12 du Code de la santé publique. Le montant est fixé par décret, dans la limite de 7 600 €.
Le décret du 12 décembre 2016 fixe le montant forfaitaire de la taxe à 295 €.
Le 10 mai 2017, le Conseil d'État annule l'article premier car le plafond de 7 600 € dépasse le seuil maximal autorisé de 500 €.
L'article 6 de la loi de finances pour 2020 consacré à la suppression des taxes à faible rendement intègre la suppression de cette taxe,. Joël Giraud, rapporteur général au nom de la commission des finances, Cendra Motin et Éric Alauzet déposent un amendement ramenant le plafond à 500 € afin de mettre le texte en conformité avec la décision du Conseil d'État. Mais cet amendement est retiré car estimant que la fiscalité n'est pas le bon moyen de mieux connaître la composition des produits de vapotage et leur éventuelle dangerosité. Cendra Motin souligne également la difficulté de recouvrement pour l'Agence nationale de sécurité sanitaire.

## Caractéristiques

### Redevables
Les industriels et importateurs de tabac, de produits du vapotage et de produits à fumer à base de plantes sont soumis à l'obligation de communiquer la composition des produits qu'ils produisent ou qu'ils importent.

### Bénéficiaire
Le produit de la taxe est affecté à l'Agence nationale de sécurité sanitaire de l'alimentation, de l'environnement et du travail (ANSES) afin de financer la réception, le stockage, le traitement et l'analyse des informations.

### Rendement
Le produit de la taxe est estimé à 8 millions d'euros pour 2019.